# Porrorhynchus
Porrorhynchus là một chi bọ cánh cứng trong họ Gyrinidae.
Chi này được miêu tả khoa học năm 1835 bởi Laporte de Castelnau.

## Các loài
Chi này gồm các loài:
- Porrorhynchus barthelemyi Régimbart, 1907
- Porrorhynchus brevirostris Régimbart, 1877
- Porrorhynchus depressus Régimbart, 1892
- Porrorhynchus landaisi Régimbart, 1892
- Porrorhynchus marginatus Laporte de Castelnau, 1835